# Les Gambys
Pour les articles ayant des titres homophones, voir Gambie et Gambi.
Les Gambys sont l'un des hameaux de la commune de Saint-Cyr-sur-Menthon, dans l'Ain.

## Géographie

Carte du hameau avec les limites définies par le cadastre du milieu du XXe siècle

### Localisation
Le hameau est localisé dans le nord-ouest de cette commune du département de l'Ain. Située dans le sud de la région naturelle de la Bresse près de la région naturelle de la Dombes, la localité se situe à 11 km à vol d'oiseau à l'est de Mâcon, à 22 km à l'ouest de Bourg-en-Bresse, à 57 km au nord de Lyon et à 350 km au sud de Paris.

### Hydrographie

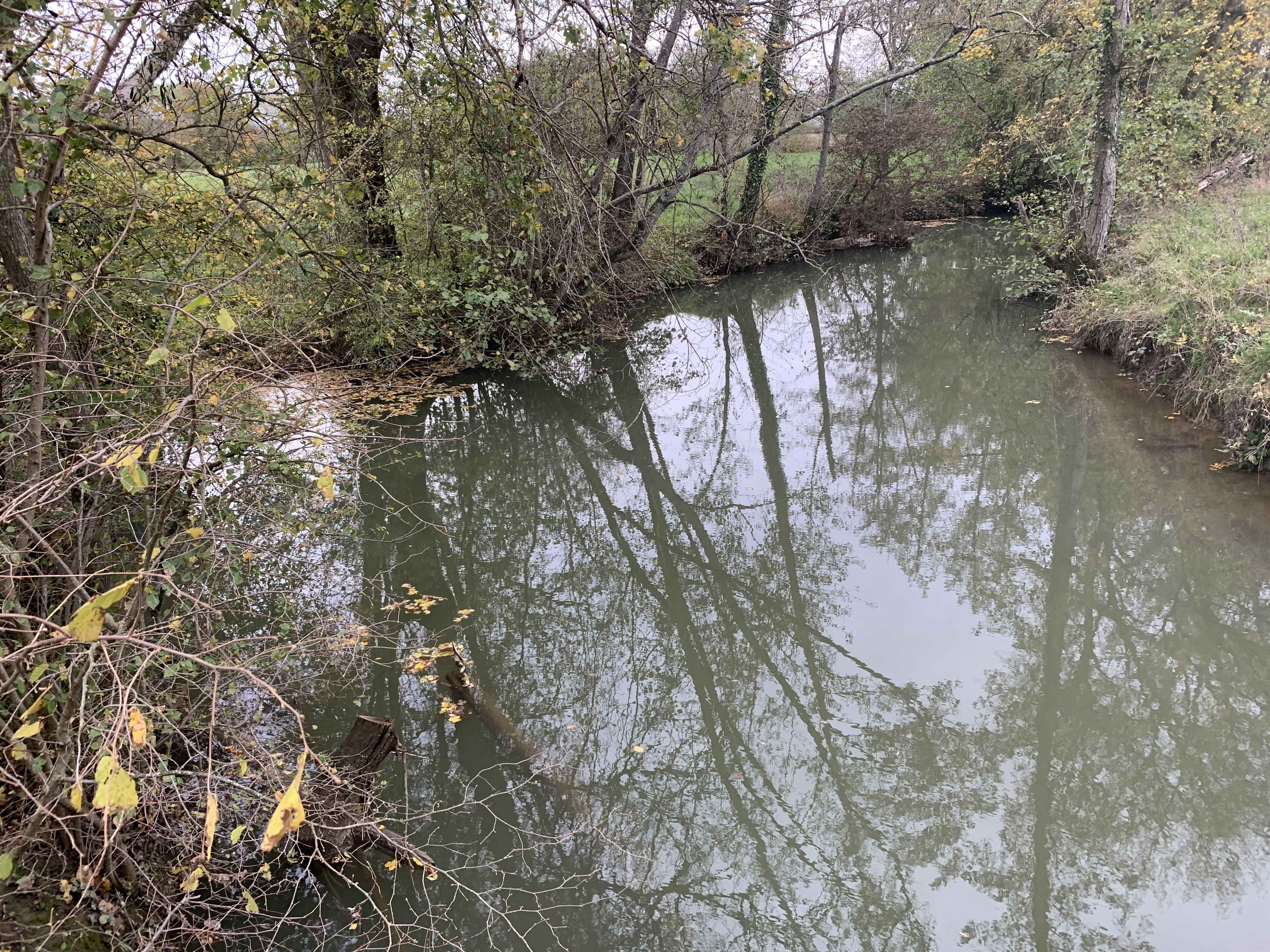
Le Menthon le long de la route des Gambys.

Un seul cours d'eau traverse le hameau, il s'agit du Menthon, rivière principale de la commune de Saint-Cyr. À ce niveau, la rivière marque la limite entre la commune précédemment citée et Perrex.
Près de la route de l'Amitié se trouve une petite mare.

### Climat
Le climat est tempéré à légère tendance continentale. Les pluies y sont abondantes, ce qui fait des Gambys un territoire très humide. Les données climatologiques sont celles mesurées par la station de référence, celle de Mâcon ouverte le 1er février 1943 à Charnay-lès-Mâcon,. Les valeurs climatiques de 1981 à 2010 sont les suivantes :
| Mois                              | jan. | fév. | mars  | avril | mai   | juin  | jui.  | août  | sep.  | oct.  | nov. | déc. | année   |
| --------------------------------- | ---- | ---- | ----- | ----- | ----- | ----- | ----- | ----- | ----- | ----- | ---- | ---- | ------- |
| Température minimale moyenne (°C) | 0    | 1    | 3,5   | 6     | 10    | 13,5  | 15,5  | 15    | 11,5  | 8     | 3,5  | 1    | 7,5     |
| Température moyenne (°C)          | 2    | 4,5  | 8     | 11    | 15    | 19    | 21    | 20,5  | 17    | 12    | 7    | 3,5  | 12      |
| Température maximale moyenne (°C) | 5,5  | 8    | 12    | 16    | 20    | 24    | 27    | 26    | 22    | 16,5  | 10   | 6    | 16      |
| Ensoleillement (h)                | 61,9 | 91,5 | 154,9 | 182   | 212,9 | 245,3 | 267,7 | 242,4 | 185,6 | 116,9 | 70,3 | 50,5 | 1 881,9 |
| Précipitations (mm)               | 59   | 53   | 49    | 75    | 88    | 75,5  | 71    | 72    | 79,5  | 85,5  | 84   | 70   | 861,5   |

## Toponymie

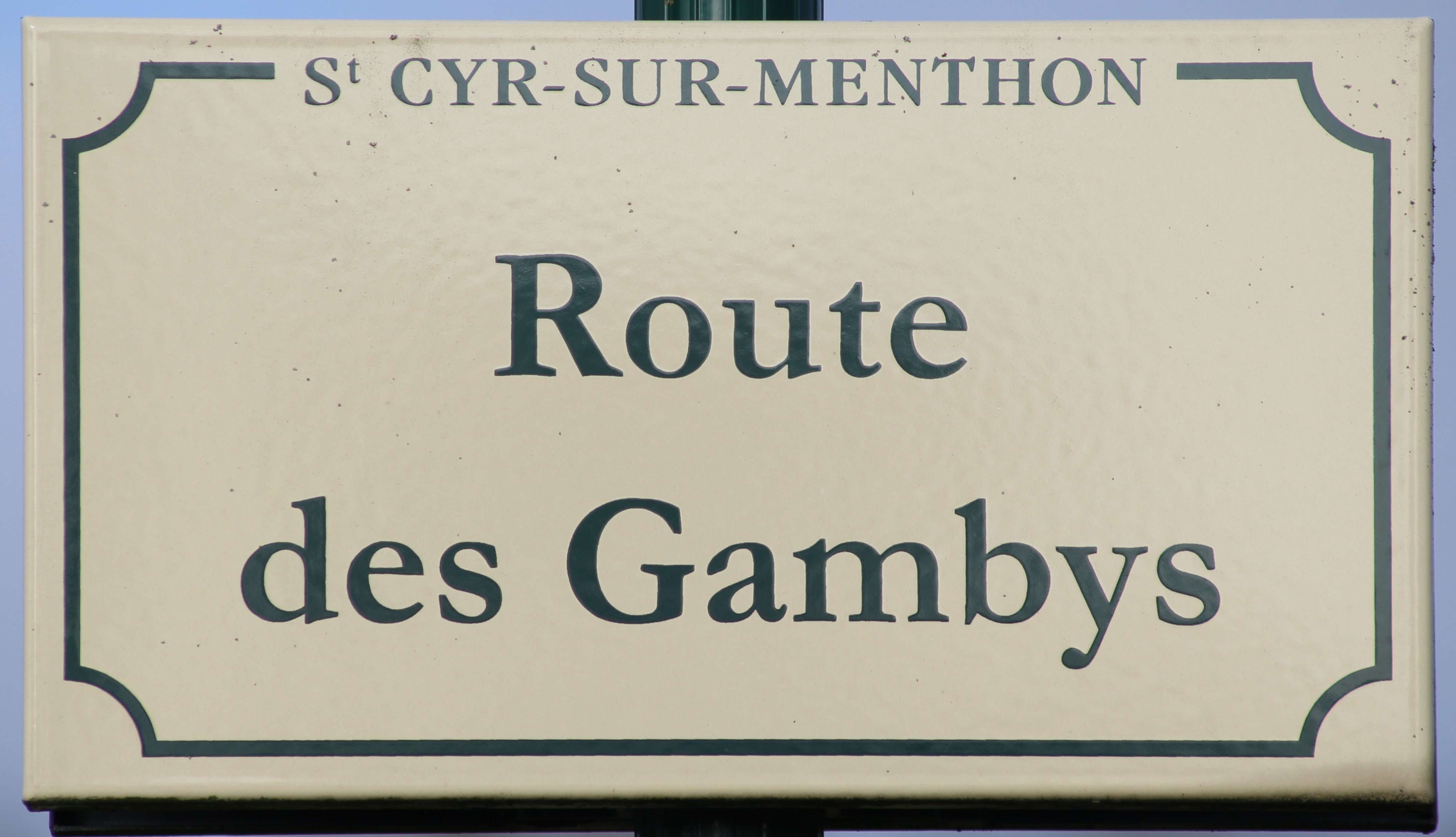
Plaque de la route des Gambys.

### Attestations anciennes
La première référence au hameau se trouve dans le Terrier de Saint-Cyr-sur-Menthon autour de 1630 par le biais de Noel Guemby qui était un laboureur du hameau de Tournaz. La même source parle aussi de Pierre Guemby de Tornaz.
Au XVIIIe siècle, Gambis est inscrit sur la carte de Cassini. Le nom actuel (sans le -s pluriel final) apparaît dans le cadastre napoléonien de Saint-Cyr-sur-Menthon publié en 1835. Il apparaît aussi dans les données postales en 1847.

### Origine du nom
Le nom des Gambys tient pour origine du patronyme Guemby comme l'atteste le terrier de Saint-Cyr-sur-Menthon en 1630 via Noel Guemby et Pierre Guemby de Tornaz.

## Population et société

### Démographie
À la fin du XXe siècle, le hameau comptait 80 habitants.

## Culture et patrimoine

### Lieux et monuments
Au nord du hameau se trouvait le château de Tournas qui est resté visible jusqu'en 1840, année durant laquelle sa vieille tour féodale fut démolie par la bande noire qui voulait en vendre les matériaux. Lors de sa démolition, un pot rempli de liards de Savoie aux initiales de Charles-Emmanuel de Savoie a été trouvé dans un trou de mur. Un sceau gothique a aussi été trouvé dans les fouilles et la mention suivante était inscrite : S. P. de sancto Cyrico, Sigillum Petri ou Pauli, de sancto Cyrico.
Attestée dans les écrits mais ni visible ni localisable dans l'espace, la poype de Tournaz aurait existé près du hameau voisin des Deschamps.

### Événements
Différents événements rythment la vie du quartier dont un tient lieu annuellement. Le premier est la fête de quartier qui se déroule régulièrement le premier week-end du mois de juillet depuis le début des années 1990.

### Gastronomie
La Bresse est connue pour la production de quatre volailles de Bresse, plus particulièrement pour celle de poulets. Parmi ces quatre oiseaux, le poulet, la poularde et le chapon bénéficient de l'appellation commune AOC Volailles de Bresse depuis le 1er août 1957, une première mondiale pour une volaille. Les Gambys se situent entièrement l'aire géographique de cette AOC qui avait été définie dès le 22 décembre 1936 par un jugement du tribunal de Bourg-en-Bresse. Le 22 décembre 1976, la dinde de Bresse — la dernière des quatre volailles — obtient une AOC dont la zone géographique inclut entièrement le hameau.
Le quartier se situe aussi dans l'aire géographique de deux autres appellations : l'AOC Beurre de Bresse depuis le 9 mai 2012 et l'AOC Crème de Bresse depuis le 26 juin 2012,,.

### Héraldique
| Armes des Gambys | Les armes des Gambys se blasonnent ainsi : « Coupé : au premier parti à dextre de gueules à la tour donjonnée d'argent, et au senestre de sinople au coq d’argent crêté, barbé et becqué de gueules et membré d'azur ; au second d’argent à la fasce ondée d'azur, la charrue d'or brochant sur la partition ; le tout à la bordure d'or. » |